# Міста Гродненської області
У Республіці Білорусь критерії віднесення населених пунктів до категорій встановлені Законом Республіки Білорусь від 5 травня 1998 р. № 154-З «Про адміністративно-територіальний поділ і порядок вирішення питань адміністративно-територіального устрою Республіки Білорусь». Відповідно до статті 8 цього закону, міста поділяються на такі підкатегорії:
- Мінськ — столиця Республіки Білорусь;
- міста обласного підпорядкування — найбільші населені пункти (з населенням не менше 50 тисяч осіб), які є адміністративними, великими економічними та культурними центрами з розвиненою виробничою та соціальною інфраструктурою;
- міста районного підпорядкування — населені пункти з населенням не менше 6 тисяч осіб, які мають промислові підприємства, мережу закладів соціально-культурного та побутового призначення, з перспективами подальшого розвитку та зростання чисельності населення.

## Карта розташування міст Гродненської області
Міста з населенням:
|  |  | — від 200 000 і більше   |  |  | — від 10 000 до 19 999 |
|  |  | — від 100 000 до 199 999 |  |  | — менше 10 000         |
|  |  | — від 20 000 до 49 999   |  |  |                        |

Зеленим кольором позначені міста, населення яких зростає, червоним — міста, населення яких зменшується.

## Кількість міст і жителів
Станом на 14 жовтня 2009 року (перепис населення) в Гродненської області Білорусі було 14 міст, з них 1 місто обласного підпорядкування і 13 районного підпорядкування, в тому числі:
| Населення              | Населених пунктів | Населених пунктів у відсотках | Жителів | Жителів у відсотках |
| ---------------------- | ----------------- | ----------------------------- | ------- | ------------------- |
| від 200 000 і більше   | 1                 | 7,14 %                        | 373 743 | 49,32%              |
| від 100 000 до 199 000 | 1                 | 7,14%                         | 101 616 | 8,62 %              |
| від 20 000 до 99 000   | 4                 | 28,57 %                       | 160 396 | 23,52 %             |
| від 10 000 до 19 999   | 6                 | 35,71 %                       | 79 986  | 10,10 %             |
| менше 10 000           | 3                 | 21,43 %                       | 21 752  | 3,39 %              |
| Сума                   | 15                | 100,00 %                      | 737 493 | 100,00 %            |

Станом на 1 січня 2017 року вже було 15 міст, з них 1 місто обласного підпорядкування та 14 — районного.

## Список міст Гродненської області
Назви латиницею у списку подано згідно з офіційними правилами транслітерації.

| №  | Герб | Назва кирилицею          | Назва латиницею | Район         | Кількість жителів (перепис, 2009) | Кількість жителів (оцінка, 2018) |  | Зміна (2018 до 2009) |
| -- | ---- | ------------------------ | --------------- | ------------- | --------------------------------- | -------------------------------- |  | -------------------- |
| 1  |      | Гродно                   | Hrodna          | місто Гродно  | 327 540                           | 373 747                          |  | +14,10%              |
| 2  |      | Ліда                     | Lida            | Лідський      | 97 629                            | 101 616                          |  | +4,08%               |
| 3  |      | Слонім                   | Slonim          | Слонімський   | 48 970                            | 49 441                           |  | +0,96%               |
| 4  |      | Вовковиськ               | Vaŭkavysk       | Вовковиський  | 44 167                            | 44 004                           |  |                      |
| 5  |      | Сморгонь                 | Smarhoń         | Сморгонський  | 36 283                            | 37 527                           |  | +3,43 %              |
| 6  |      | Новогрудок               | Navahrudak      | Новогрудський | 29 336                            | 29 424                           |  | +0,37 %              |
| 7  |      | Ошмяни                   | Ašmiany         | Ошмянський    | 14 813                            | 16 835                           |  | +13,66 %             |
| 8  |      | Мости                    | Masty           | Мостівський   | 16 595                            | 15 770                           |  | −4,31 %              |
| 9  |      | Щучин                    | Ščučyn          | Щучинський    | 15 042                            | 15 475                           |  | +2,62 %              |
| 10 |      | Островець (місто з 2012) | Astraviec       | Островецький  | 8285                              | 10 878                           |  | +31,31 %             |
| 11 |      | Скідель                  | Skidzieĺ        | Гродненський  | 10 869                            | 10 717                           |  | −1,46 %              |
| 12 |      | Березовка                | Biarozaŭka      | Лідський      | 10 835                            | 10 311                           |  | −4,85 %              |
| 13 |      | Ів'є                     | Iŭje            | Ів'євський    | 8174                              | 7 702                            |  | −5,77 %              |
| 14 |      | Дятлово                  | Dziatlava       | Дятловський   | 7853                              | 7 624                            |  | −2,93 %              |
| 15 |      | Свіслоч                  | Svislač         | Свіслоцький   | 6886                              | 6 426                            |  | −5,88 %              |

## Галерея

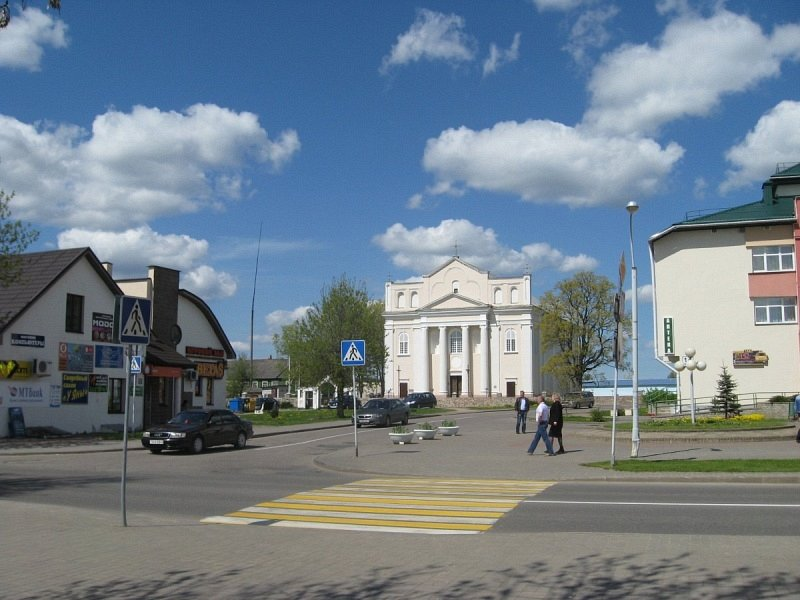
Островець
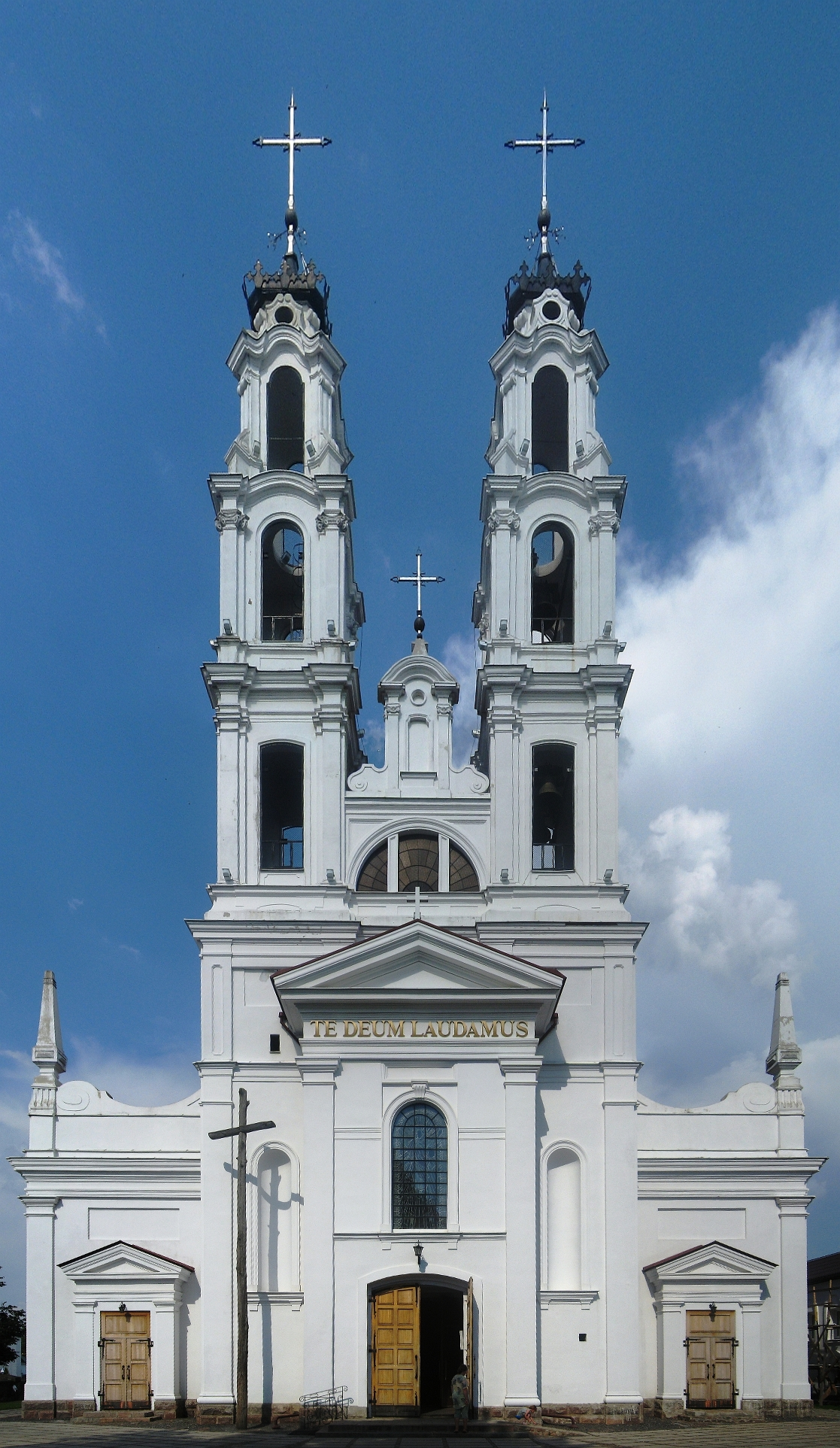
Ошмяни
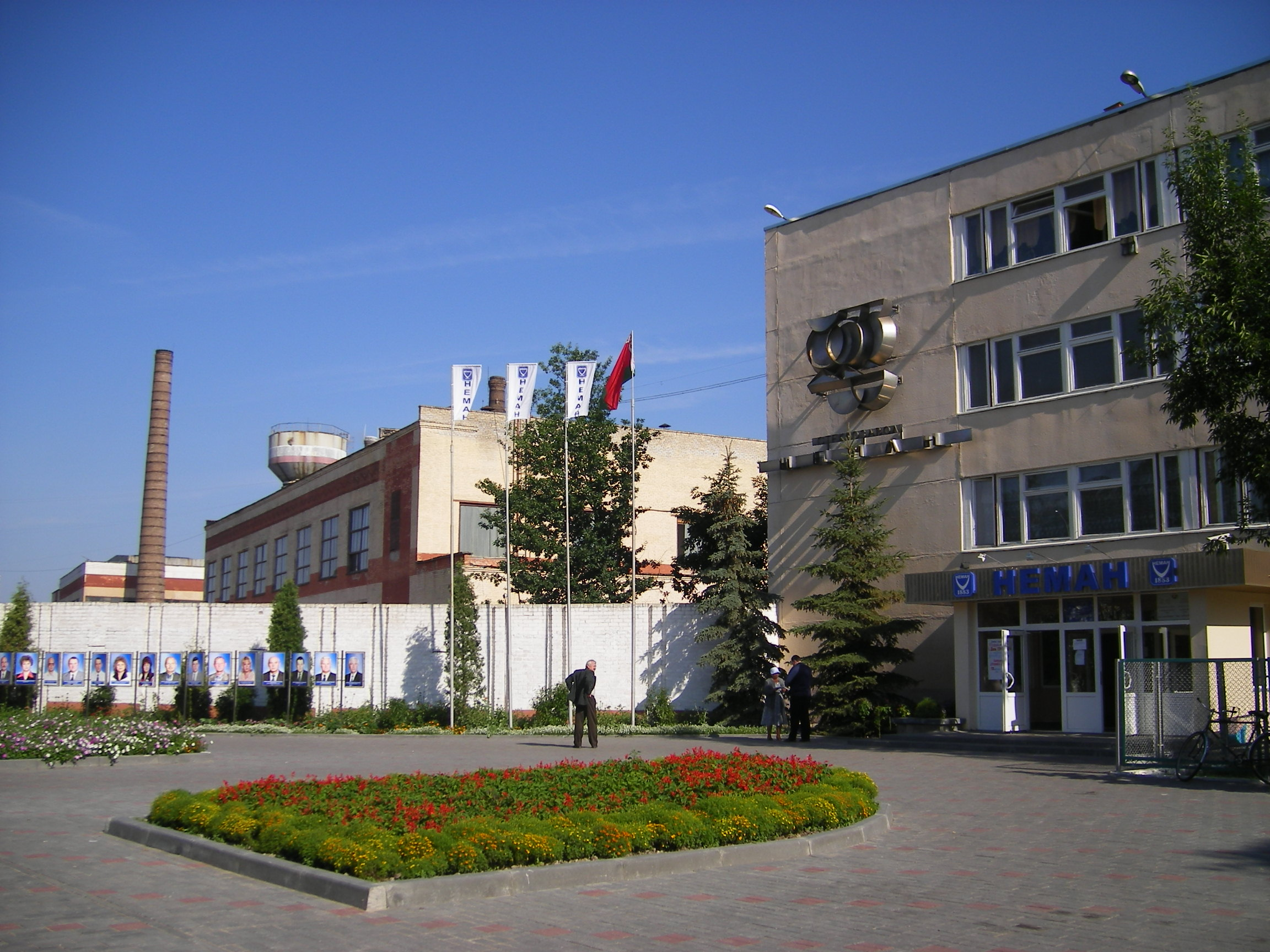
Березовка
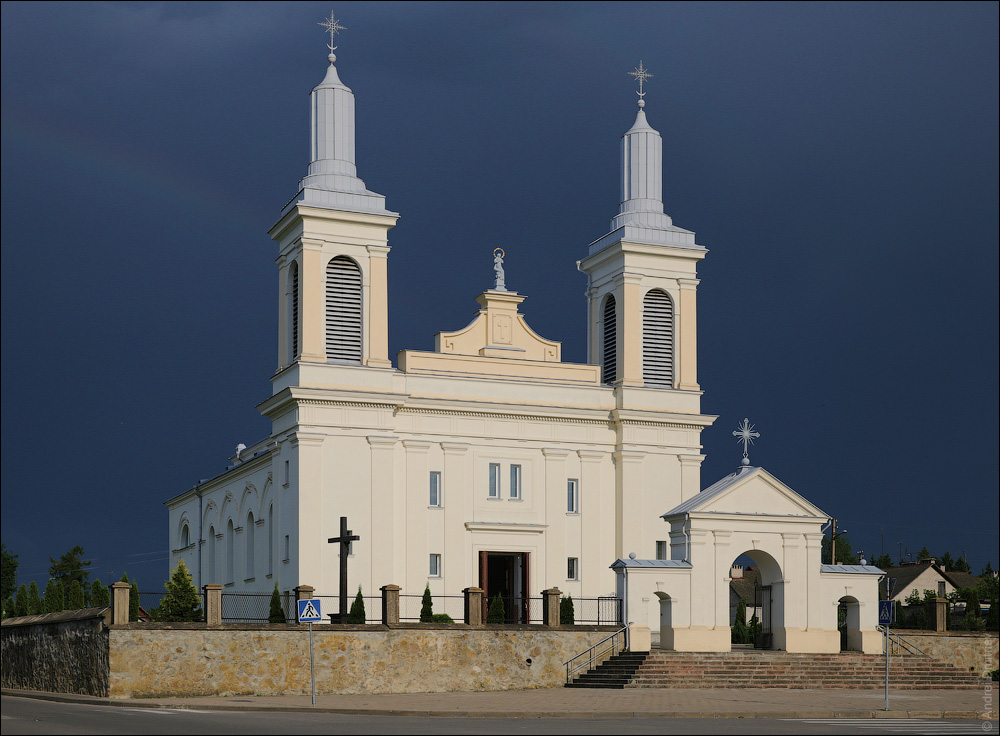
Вовковиськ
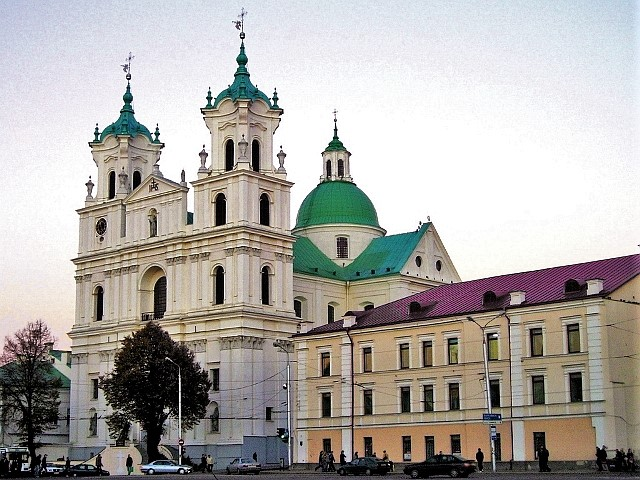
Гродно
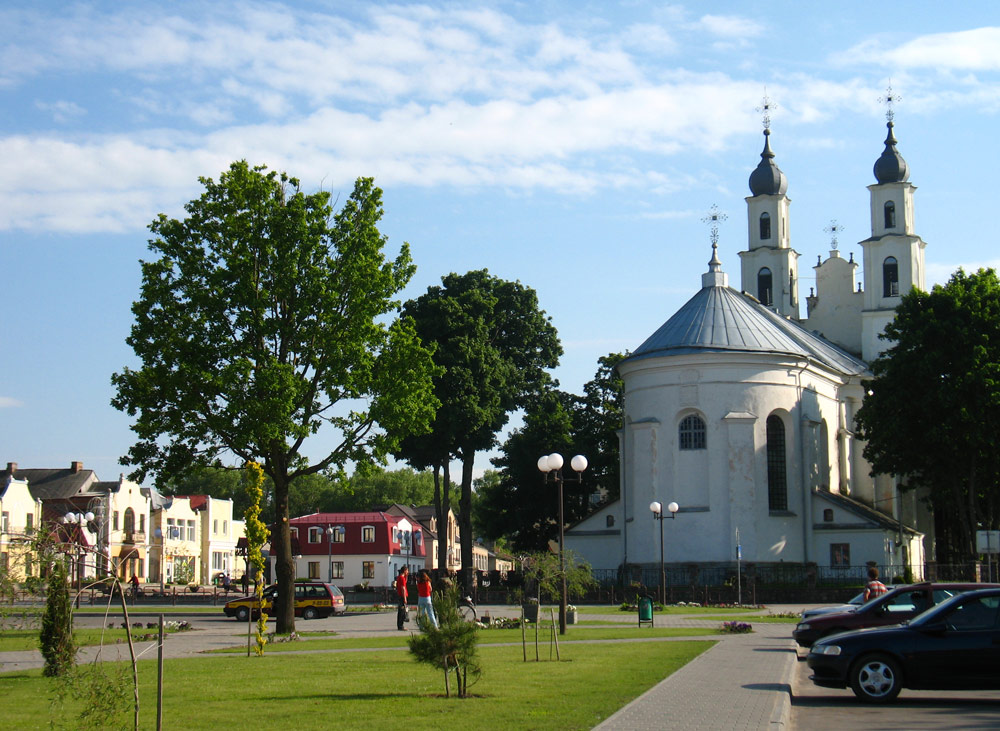
Дятлово
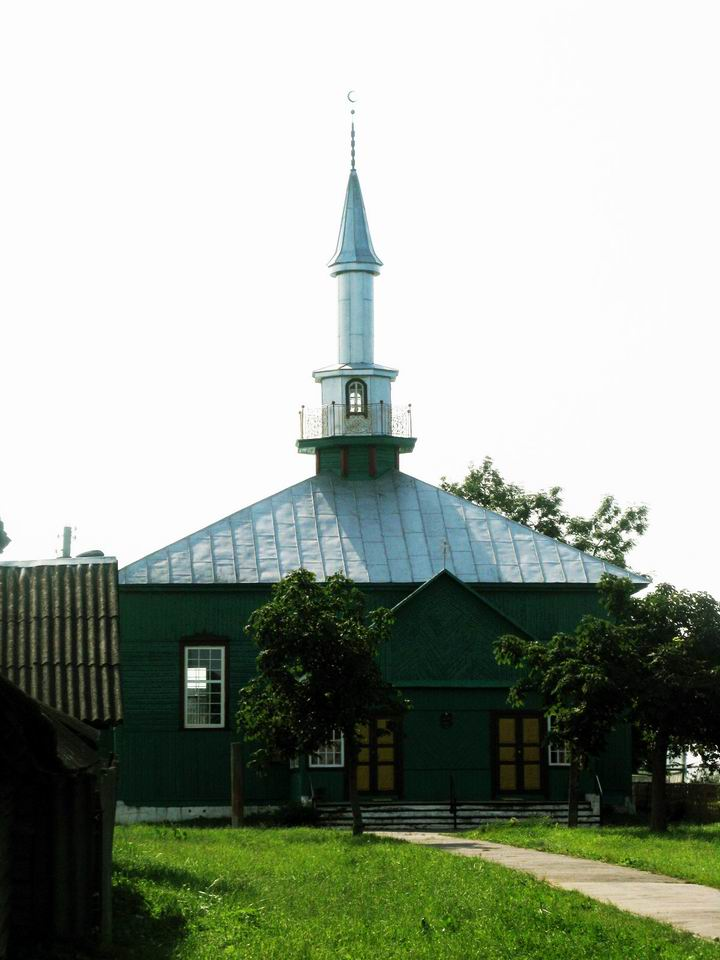
Ів'є
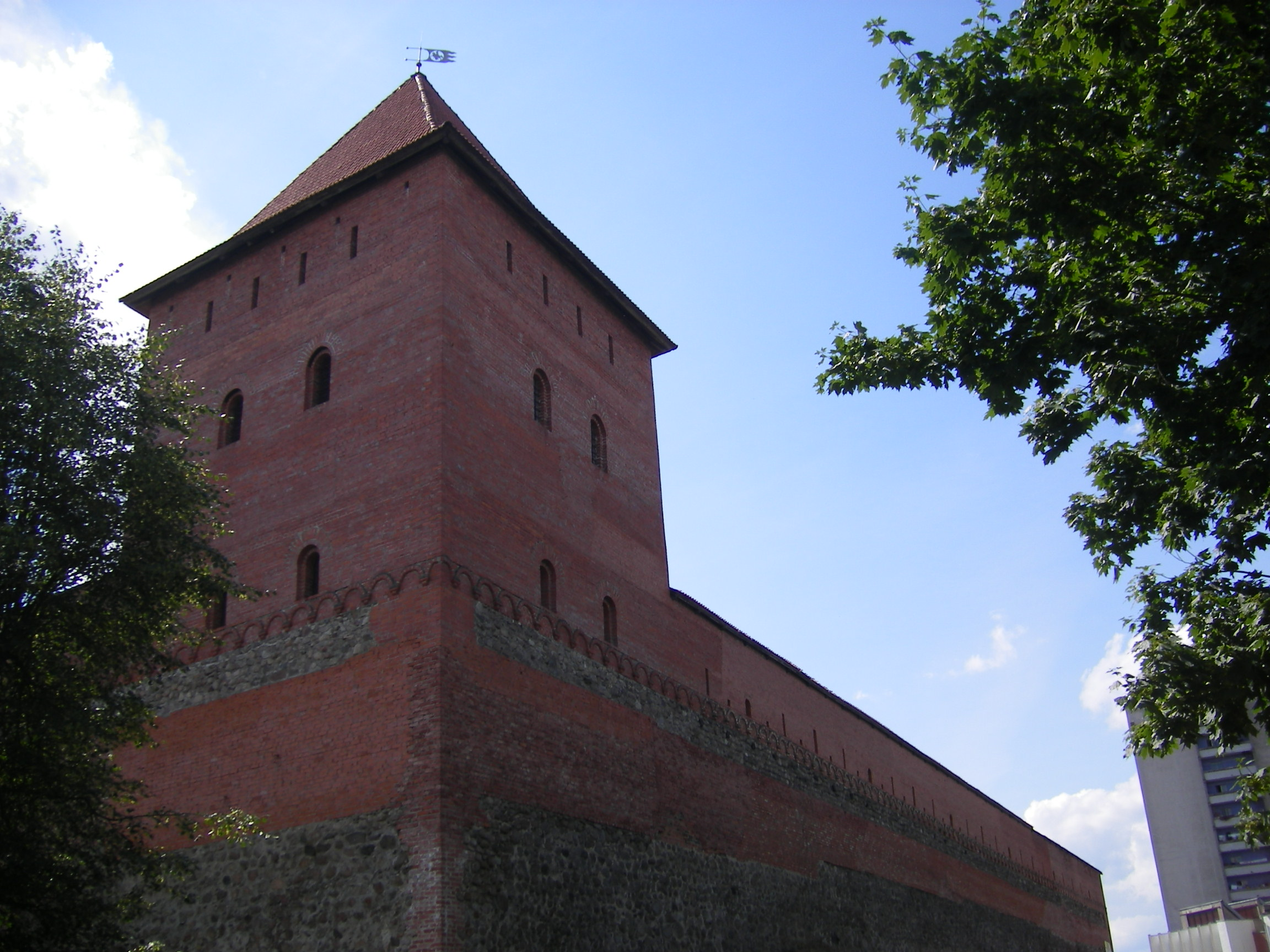
Ліда
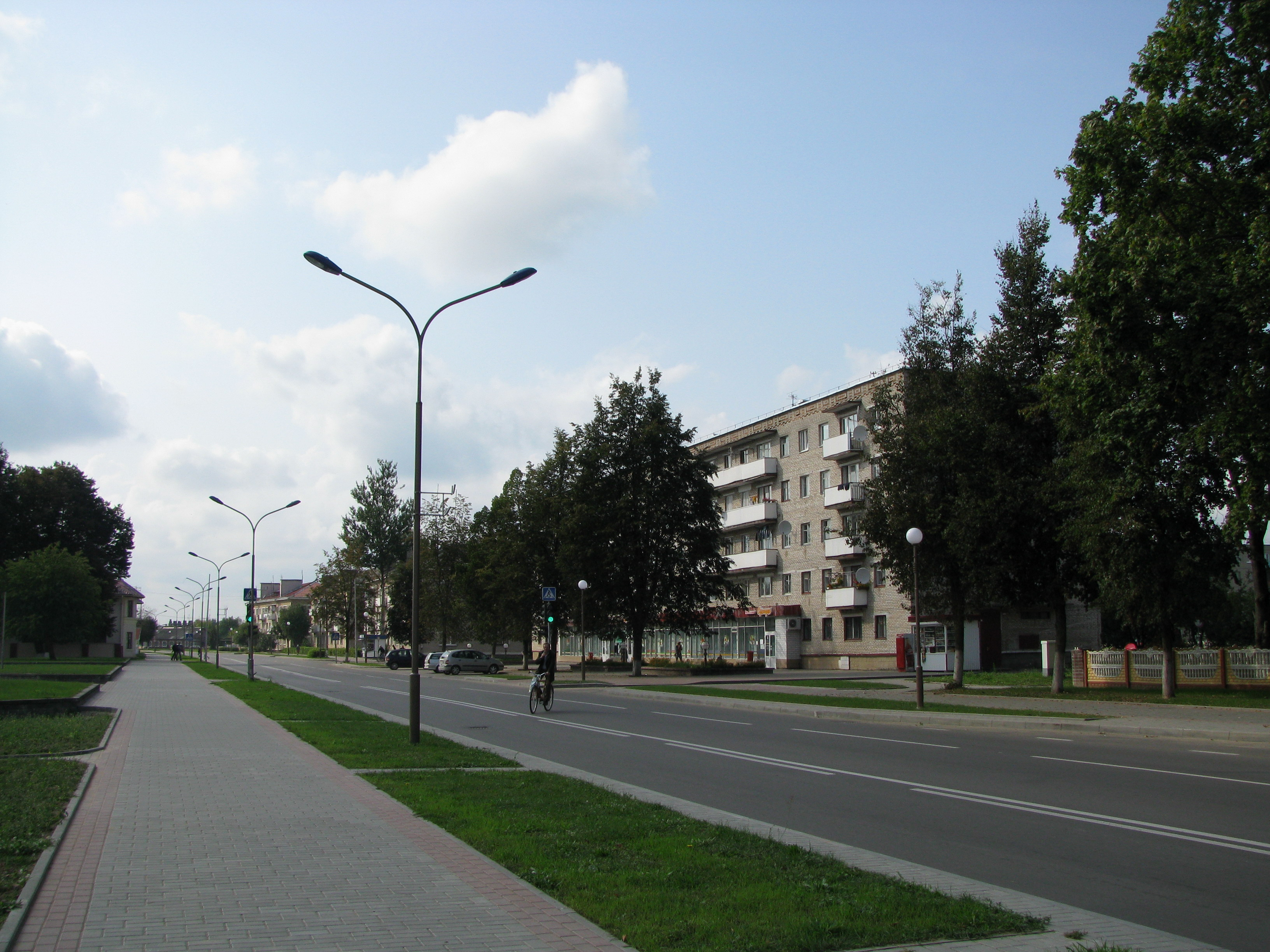
Мости
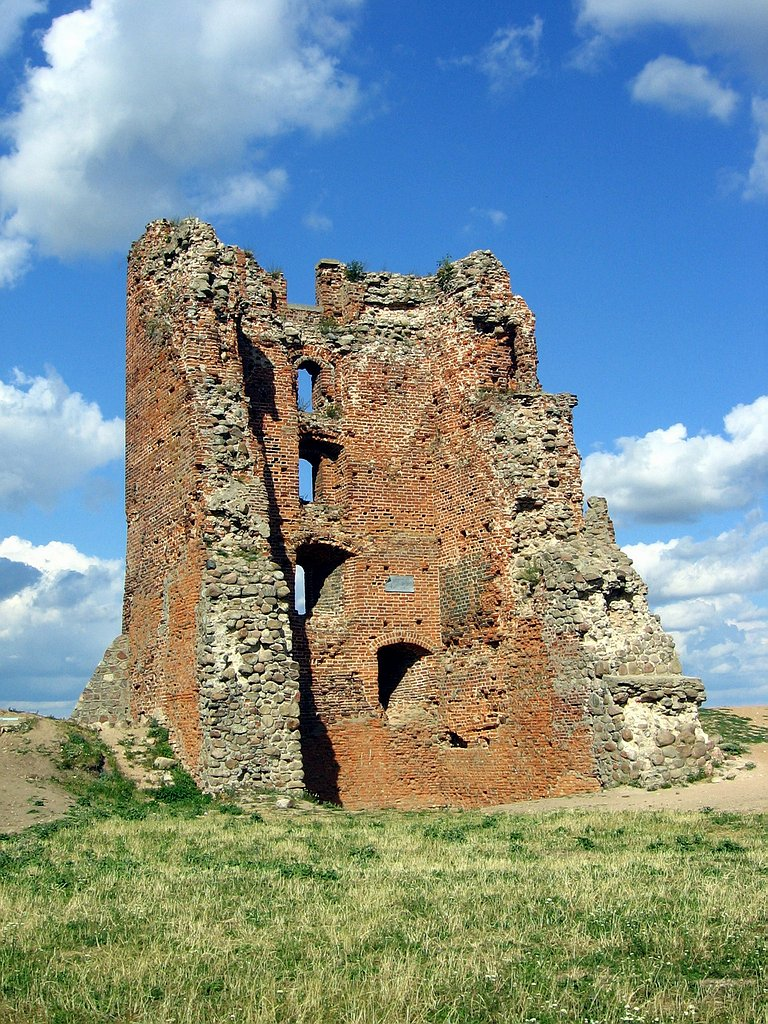
Новогрудок
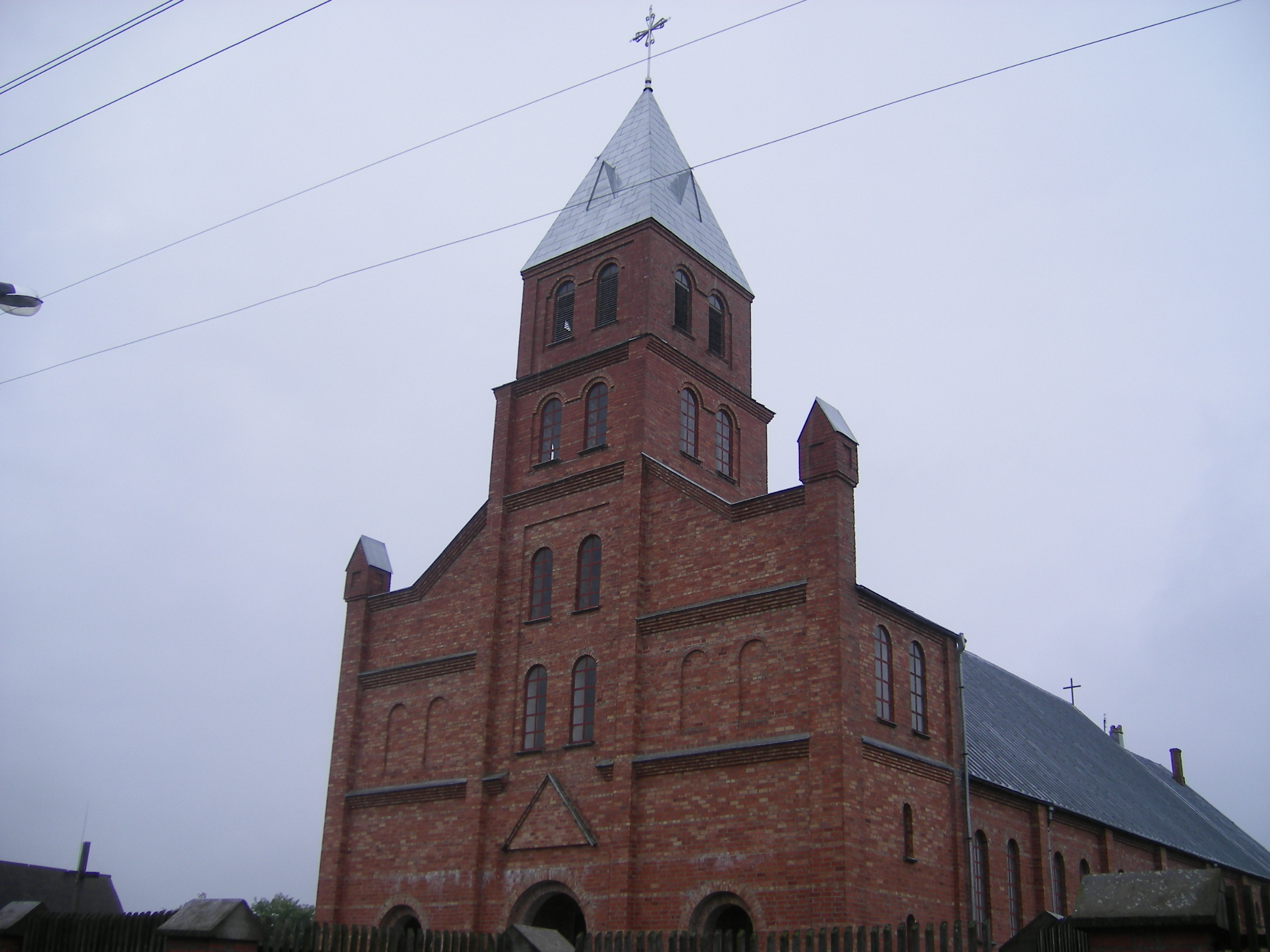
Свіслоч
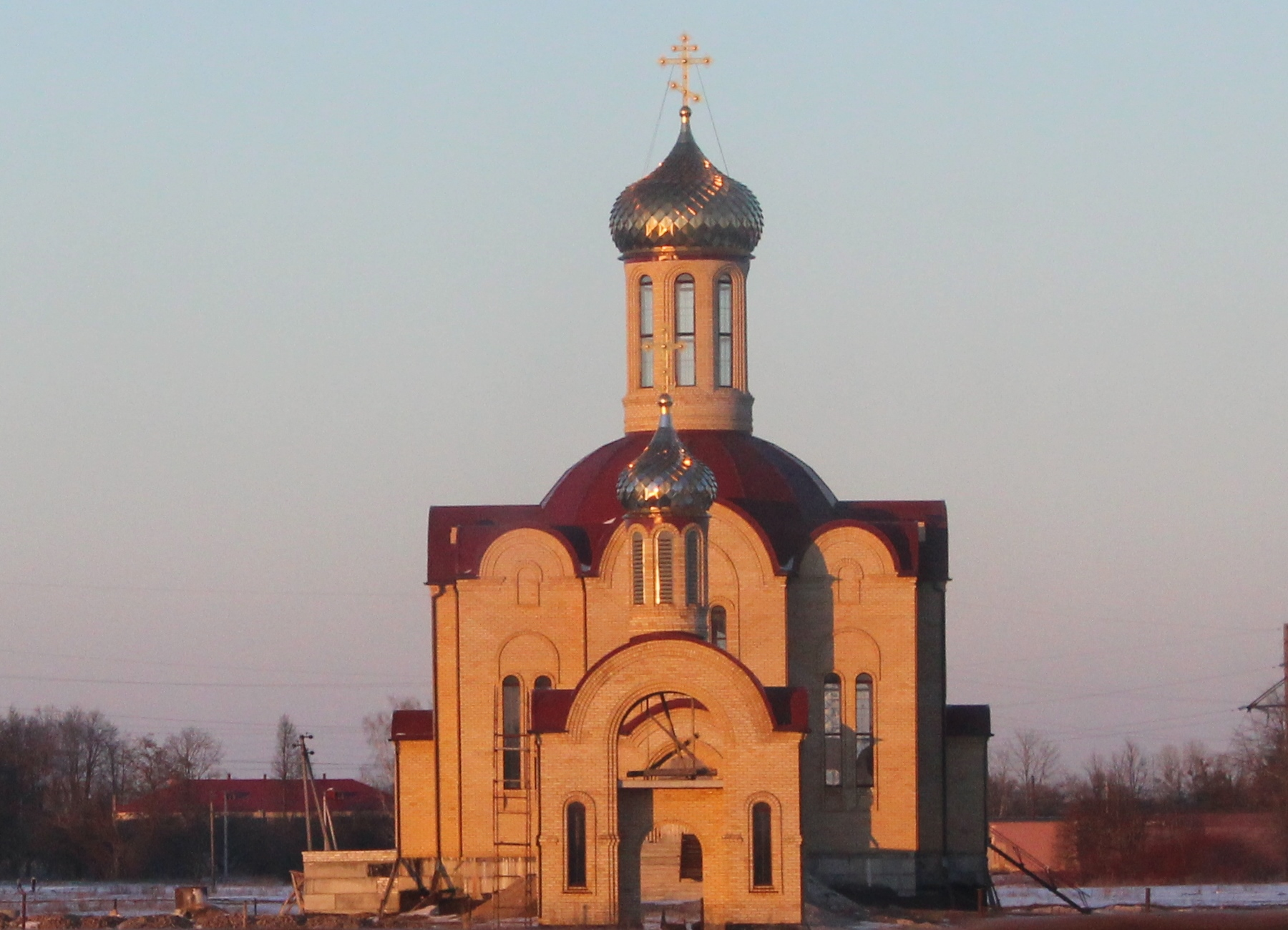
Скідель
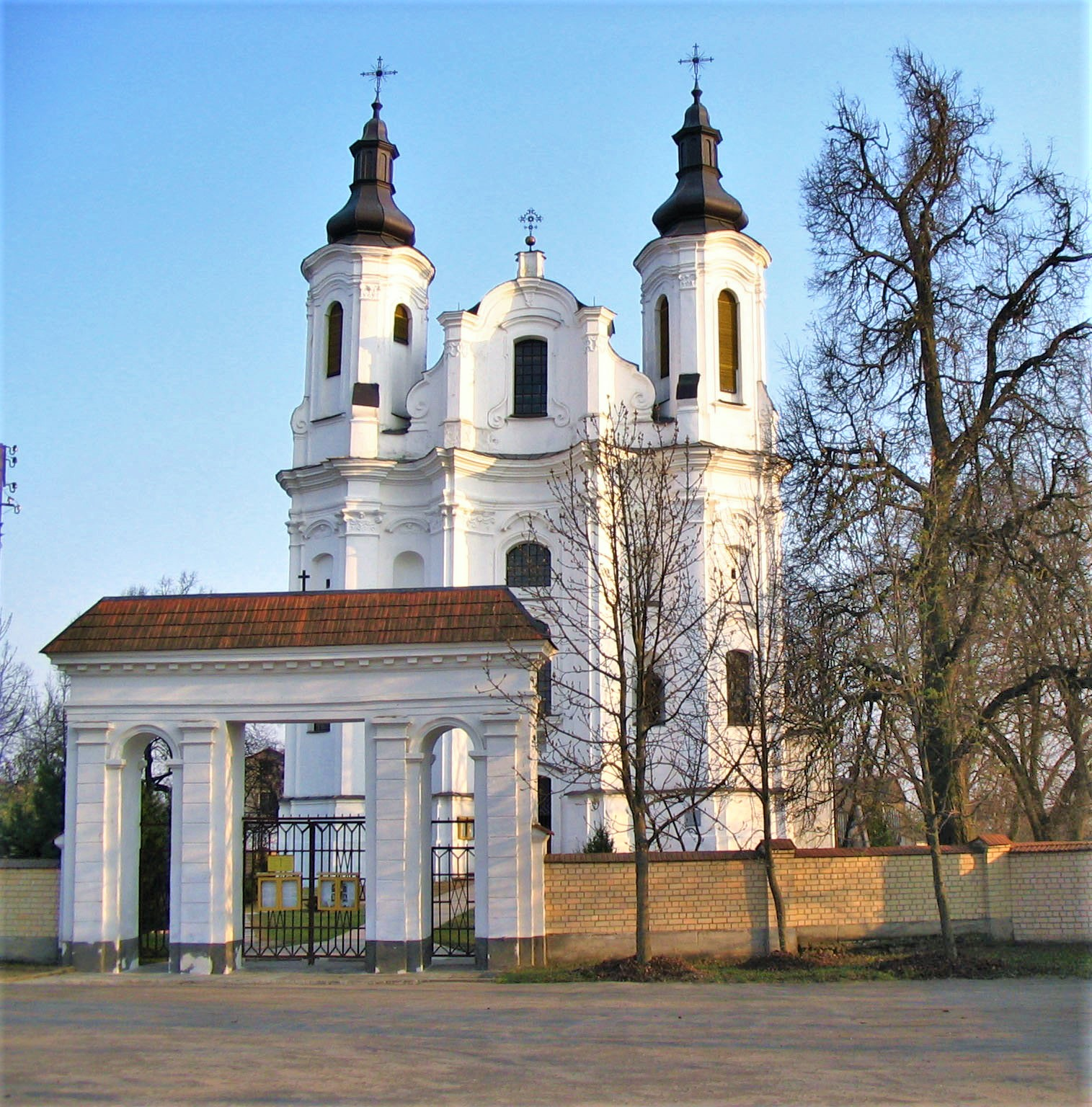
Слонім
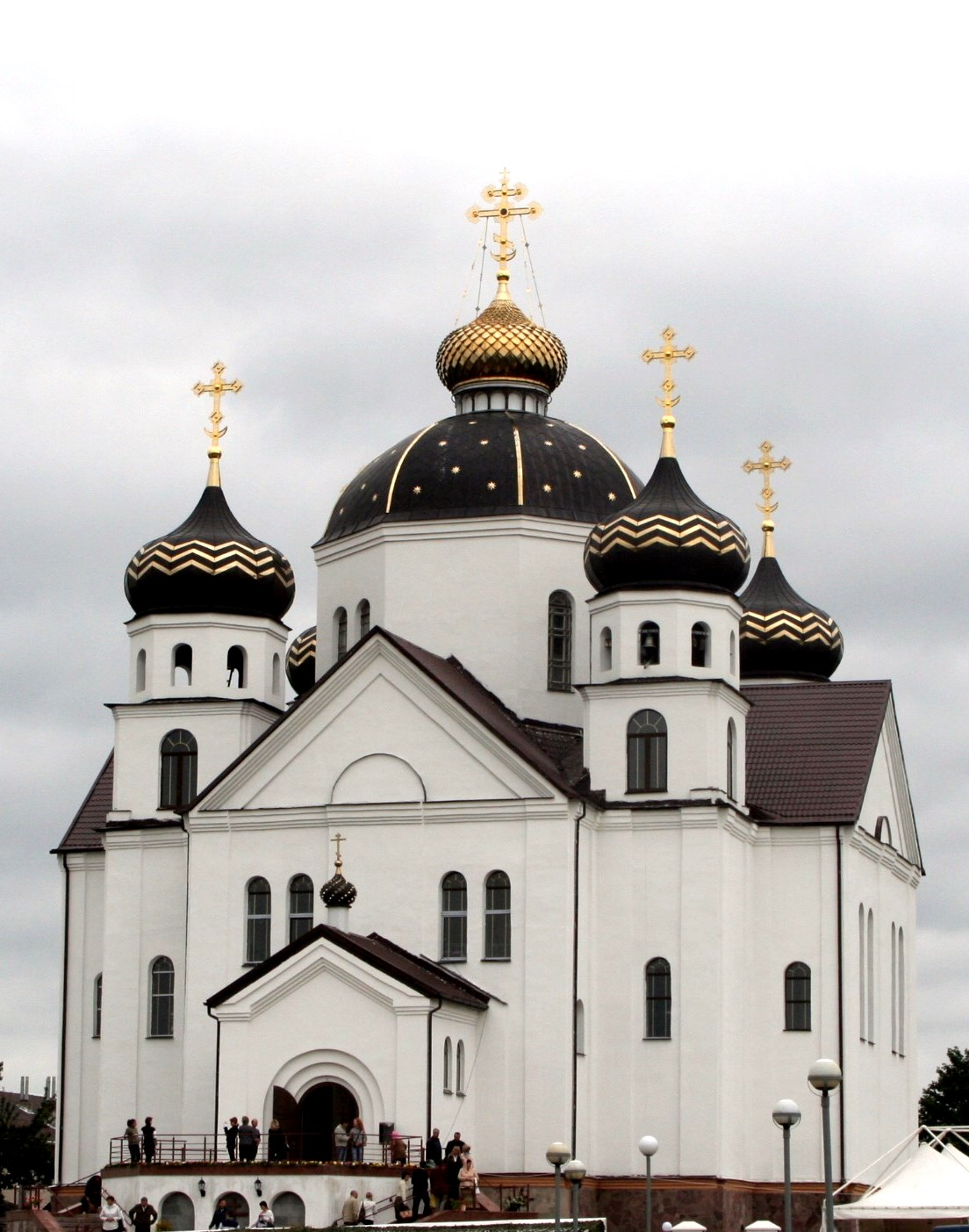
Сморгонь
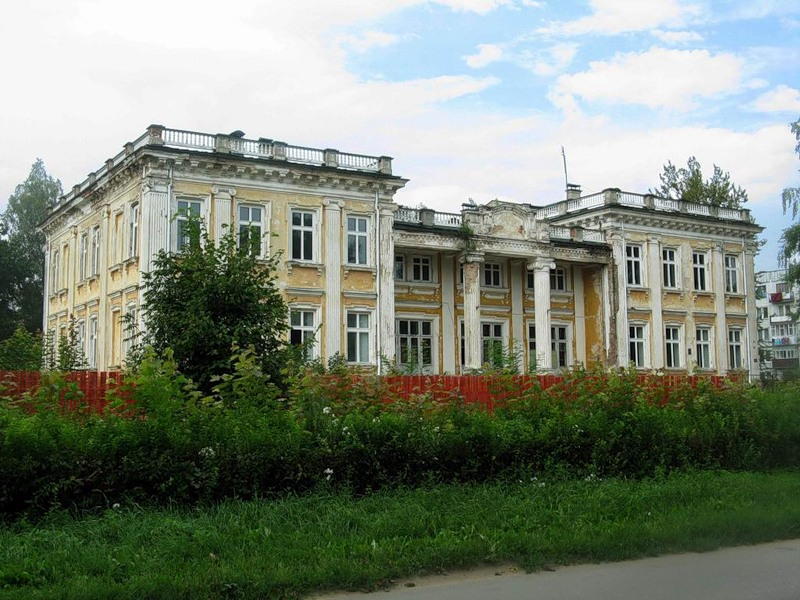
Щучин